# Stilpnogaster
Stilpnogaster is een vliegengeslacht uit de familie van de roofvliegen (Asilidae).

## Soorten
- S. aemula (Meigen, 1820)
- S. argonautica Janssens, 1955
- S. auriannulatus Hine, 1906
- S. stabilis (Zeller, 1840)